# خودکشی در سری‌لانکا
خودکشی در سری‌لانکا یکی از شایع‌ترین سبب‌های مرگ غیرطبیعی و یک معضل اجتماعی به‌شمار می‌آید.

## آمار
طبق آمار دکتر نیل فرناندو، رئیس کانون سلامت روان در سال ۲۰۱۱، سالیانه بیش از ۴٬۰۰۰ تن در سریلانکا خودکشی می‌کنند که بیش‌ترین آن‌ها از ۱۴ تا ۴۴ سال سن دارند.
طبق آمار اداره ثبت احوال در زمانی که این کشور استقلال یافت (سال ۱۹۴۸)، نرخ خودکشی تنها ۹ تن در هر ۱۰۰٬۰۰۰ تن بوده‌است؛ در دهه ۱۹۷۰ این رقم به ۱۹ تن و در دهه ۱۹۸۰ به ۳۳ تن در هر ۱۰۰٬۰۰۰ تن بالغ شد. این رقم پس از آن نیز ثابت ماند.
| سن                             | نرخ خودکشی/جامعه ۱٬۰۰۰ نفری | نرخ خودکشی/جامعه ۱٬۰۰۰ نفری | نرخ خودکشی/جامعه ۱٬۰۰۰ نفری | نرخ خودکشی/جامعه ۱٬۰۰۰ نفری | نرخ خودکشی/جامعه ۱٬۰۰۰ نفری | نرخ خودکشی/جامعه ۱٬۰۰۰ نفری | نرخ خودکشی/جامعه ۱٬۰۰۰ نفری | نرخ خودکشی/جامعه ۱٬۰۰۰ نفری |
| ------------------------------ | --------------------------- | --------------------------- | --------------------------- | --------------------------- | --------------------------- | --------------------------- | --------------------------- | --------------------------- |
| سن                             | ۱۹۵۰                        | ۱۹۷۰                        | ۱۹۷۵                        | ۱۹۸۰                        | ۱۹۸۶                        | ۱۹۸۹                        | ۱۹۹۶                        | ۱۹۹۹                        |
| =<۱۴                           | -                           | ۰٫۰۱                        | ۰٫۰۱                        | ۰٫۰۲                        | ۰٫۰۱                        | ۰٫۰۲                        | ۰٫۰۲                        | ۰٫۰۲                        |
| ۱۵–۲۴                          | ۰٫۱۰                        | ۰٫۴۲                        | ۰٫۳۸                        | ۰٫۶۳                        | ۰٫۶۳                        | ۰٫۵۵                        | ۰٫۴۵                        | ۰٫۴۱                        |
| ۲۵–۴۴                          | ۰٫۰۹                        | ۰٫۲۷                        | ۰٫۲۵                        | ۰٫۴۰                        | ۰٫۴۸                        | ۰٫۴۹                        | ۰٫۴۷                        | ۰٫۴۹                        |
| ۴۵–۶۴                          | ۰٫۱۰                        | ۰٫۲۴                        | ۰٫۲۳                        | ۰٫۲۸                        | ۰٫۳۴                        | ۰٫۳۷                        | ۰٫۳۵                        | ۰٫۳۸                        |
| ۶۵–۷۴                          | ۰٫۲۱                        | ۰٫۴۴                        | ۰٫۴۱                        | ۰٫۴۰                        | ۰٫۴۹                        | ۰٫۴۷                        | ۰٫۵۵                        | ۰٫۵۵                        |
| ۷۵+                            | ۰٫۳۷                        | ۰٫۵۰                        | ۰٫۷۵                        | ۰٫۷۸                        | ۰٫۷۴                        | ۰٫۵۶                        | ۰٫۵۷                        | ۰٫۶۷                        |
| منبع: اداره ثبت احوال سریلانکا |                             |                             |                             |                             |                             |                             |                             |                             |